# 北九州市立尾倉中学校
北九州市立尾倉中学校（きたきゅうしゅうしりつ おぐらちゅうがっこう）は、福岡県北九州市八幡東区尾倉三丁目にある公立中学校。

## 歴史
- 1947年（昭和22年） - 開校。当初は福岡県立八幡高等女学校の一部を借用して授業を行った。
- 1948年（昭和23年） - 戦争で被害を受けた元尾倉国民学校の校舎に移転する。
- 1954年（昭和29年） - 校舎を尾倉小学校に返し、別に釜蓋の地に校舎を新築することを決定。工事が始まる。
- 1955年（昭和30年） - 新校舎が落成する。
- 1956年（昭和31年） - 新校舎にて授業を開始する。
- 1957年（昭和32年） - プール、運動場、付属階段が竣工する。
- 1957年（昭和35年） - 体育館が落成する。
- 1956年（昭和38年） - 五市合併により「北九州市立尾倉中学校」と改称。
- 1957年（昭和50年） - 学校保健統計調査で文部大臣表彰受ける。
- 1990年（平成02年） - 第1回帆陵会総会を開催する。
- 2006年（平成18年） - 新校舎落成式典。特別支援学級「大空」を新設する。

## 交通
- バス

「国際村交流センター」が最寄バス停。
- 電車

八幡駅が最寄駅。

## 年間行事
- 4月 入学式
- 5月 修学旅行（3年生）
- 6月 生徒総会、皿倉清掃登山（1･2年生）、ふれあい合宿（1年生）
- 9月 体育大会
- 10月 社会見学
- 11月 文化活動発表会
- 2月 職場体験学習（2年生）、百人一首大会（1年生）
- 3月 卒業式

## 周辺施設
- 北九州市立八幡病院
- 八幡市民会館
- 九州国際大学
- 響ホール

## 著名な出身者
- 重岡完治　レスリング 選手。八幡製鉄に所属し、1960年のローマオリンピックに出場した。